# Емма Томас
Емма Томас (англ. Emma Thomas, нар. 9 грудня 1971) — англійська кінопродюсерка. Відома як продюсерка трилогії фільмів про Бетмена Крістофера Нолана. Співзасновниця кінокомпанії Syncopy Inc. Має номінацію на премію «Оскар» за фільм «Початок».

## Біографія
Емма Томас народилася в Лондоні. Закінчила Університетський коледж Лондона, де познайомилася з Крістофером Ноланом, з яким пізніше одружилася. В 1990-х працювала помічницею режисера по сценарію. Була помічницею режисера Стівена Фрірза над фільмом «Фанатик». Разом з Крістофером Ноланом заснувала власну кінокомпанію Syncopy Films Inc. Проживає в Лос-Анджелесі разом з чоловіком і дітьми.

## Особисте життя
В 1997 році одружилася з Крістофером Ноланом. Подружжя має чотирьох дітей.

## Фільмографія
| Рік  | Українська назва                               | Роль                 |
| ---- | ---------------------------------------------- | -------------------- |
| 1997 | Жук-скакун                                     | Продюсерка           |
| 1998 | Переслідування                                 | Продюсерка           |
| 2000 | Пам'ятай                                       | Асистентка продюсера |
| 2002 | Безсоння                                       | Співпродюсерка       |
| 2005 | Бетмен: Початок                                | Продюсерка           |
| 2006 | Престиж                                        | Продюсерка           |
| 2008 | Бетмен: Лицар Ґотему                           | Продюсерка           |
| 2008 | Темний лицар                                   | Продюсерка           |
| 2010 | Початок                                        | Продюсерка           |
| 2012 | Темний лицар повертається                      | Продюсерка           |
| 2013 | Людина зі сталі                                | Продюсерка           |
| 2014 | Перевага                                       | Виконавча продюсерка |
| 2014 | Інтерстеллар                                   | Продюсерка           |
| 2016 | Бетмен проти Супермена: На зорі справедливості | Виконавча продюсерка |
| 2017 | Дюнкерк                                        | Продюсерка           |
| 2017 | Ліга Справедливості                            | Виконавча продюсерка |
| 2019 | The Doll's Breath                              | Виконавча продюсерка |
| 2020 | Тенет                                          | Продюсерка           |
| 2021 | Ліга справедливості Зака Снайдера              | Виконавча продюсерка |
| 2023 | Оппенгеймер                                    | Продюсерка           |
| 2026 | Одіссея                                        | Продюсерка           |

## Нагороди та номінації
| Рік  | Премія  | Категорія       | Номінація | Результат |
| ---- | ------- | --------------- | --------- | --------- |
| 2011 | «Оскар» | Найкращий фільм | «Початок» | Номінація |